# Onward (Indiana)
Onward è un comune degli Stati Uniti d'America, situato nello Stato dell'Indiana, nella contea di Cass.